# Britische Unterhauswahl 1987
| Regierung (375): Conservative 375 |  | Opposition (274): Labour 229 Alliance 22 UUP 9 SNP 3 SDLP 3 Plaid 3 DUP 3 SF 1 * UPUP 1 |
| Speaker 1                         |  |                                                                                         |

Zusammensetzung:
^{*} Die Sinn-Féin-Mandate werden in Westminster nicht eingenommen.

Die britische Unterhauswahl 1987 fand am 11. Juni 1987 statt und war der dritte Sieg in Folge für Margaret Thatcher und die Konservativen. Sie war die erste Premierministerin seit Robert Jenkinson, 2. Earl of Liverpool, die drei aufeinanderfolgende Wahlen gewinnen konnte. Die Konservative Partei ging mit einer absoluten Mehrheit und einem Vorsprung von 102 Sitzen als Siegerin aus der Wahl hervor, verlor aber 21 Sitze im Vergleich zu 1983. Trotz intensiven Wahlkampfs konnte die Labour Party unter Neil Kinnock insgesamt nur 20 Sitze hinzugewinnen (sie gewann 26 und verlor 6). Das Ergebnis der Alliance, einer Wahl-Allianz aus Social Democratic Party (SDP) und Liberal Party war für diese eine schwere Enttäuschung. Sie musste einen Sitz abgeben, bedeutender aber war die Vergrößerung des Abstandes zur Labour Party auf 8 %, der vier Jahre zuvor auf 2 % zusammengeschmolzen war. Dies besiegelte das Ende der Alliance und war der Anlass zur Gründung der Liberal Democrats.

## Vorgeschichte
Bei der Unterhauswahl 1983 konnte Margaret Thatcher ihre Conservative Party zu einem erdrutschartigen Sieg führen. Sie gewannen noch einmal deutlich Sitze zu ihrer bereits seit 1979 bestehenden absoluten Mehrheit hinzu. Die zweite Regierung Thatchers konnte ihre Politik zur Liberalisierung der Wirtschaft und des Kampfes gegen die Gewerkschaften fortsetzten, die zwar wirtschaftliches Wachstum aber auch eine hohe Arbeitslosigkeit zur Folge hatte. Die Wahlkampagne der Konservativen wurde von einer gegen die Labour Party gerichteten Stimmung dominiert, die vor allem deren Steuerpolitik angriff, aber auch schnell auf vermeintliche Fehler der Labour Partei im Wahlkampf antwortete (rapid-response campaign). Die Labour Party veränderte ihre Wahlkampfstrategie und setzte sehr stark auf die Person ihres Spitzenkandidaten Neil Kinnock. In Werbespots wurde er als fürsorglicher Familienvater und Politiker vorgestellt, der in der Lage sei, die Lebenssituation der Briten zu verbessern. Seine Popularität stieg nach der Veröffentlichung über Nacht um 16 %. Kurz vor der Wahl sagten trotzdem alle Umfragen einen dritten Sieg der Konservativen voraus.

## Wichtige Parteiführer

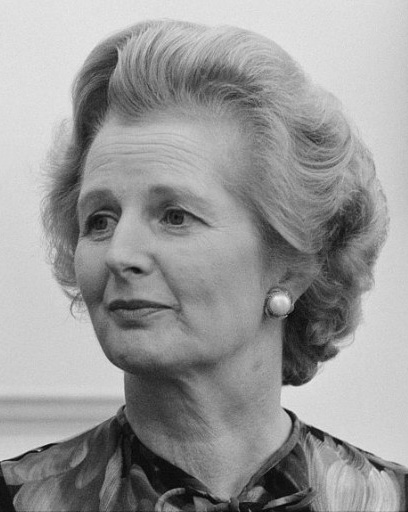
Premierminister Margaret Thatcher (Conservatives)
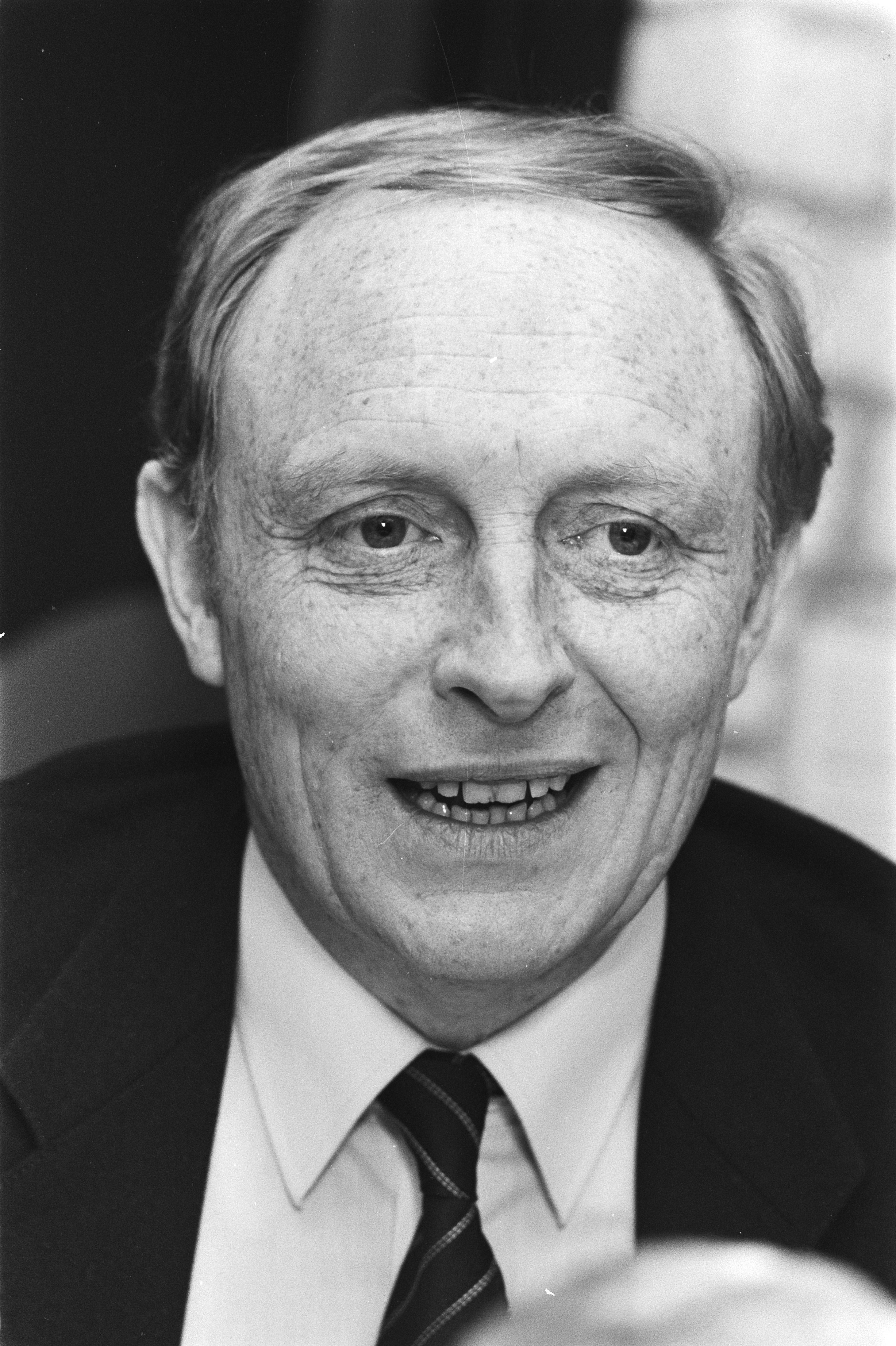
Oppositionsführer Neil Kinnock (Labour)
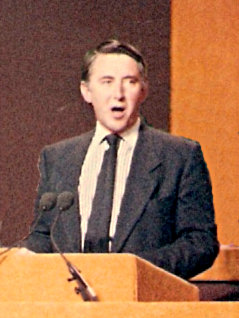
Member of Parliament David Steel (Alliance/Liberal)
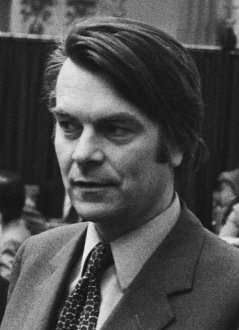
Member of Parliament David Owen (Alliance/SDP)

## Ergebnis

Ergebnisse nach Wahlkreisen. Die Farben entsprechen der nebenstehenden Tabelle.

Das Wahlverhalten unterschied sich bei dieser Wahl stark. Die Konservativen dominierten den Süden Englands und gewannen hier sogar Sitze von Labour hinzu. Doch in Nordengland, Schottland und Wales verlor sie deutlich an Zustimmung.
Das bedeutendste Ergebnis der Unterhauswahlen war, dass der Thatcherismus weiterhin eine große Unterstützung erhielt und Margaret Thatcher ihre wirtschafts-liberale Politik fortsetzen konnte.
| Partei          | Partei                             | Stimmen    | Stimmen | Stimmen | Mandate | Mandate |
| Partei          | Partei                             | Anzahl     | %       | +/−     | Anzahl  | +/−     |
| --------------- | ---------------------------------- | ---------- | ------- | ------- | ------- | ------- |
|                 | Conservative Party                 | 13.760.935 | 42,2    | −0,1    | 376     | −21     |
|                 | Labour                             | 10.029.270 | 30,8    | +3,2    | 229     | +20     |
|                 | SDP–Liberal Alliance               | 7.341.651  | 22,6    | −2,8    | 22      | −1      |
|                 | Scottish National Party            | 416.473    | 1,3     | +0,2    | 3       | +1      |
|                 | Ulster Unionist Party              | 276.230    | 0,8     | −       | 9       | −2      |
|                 | Social Democratic and Labour Party | 154.087    | 0,5     | −       | 3       | +2      |
|                 | Plaid Cymru                        | 123.589    | 0,4     | −       | 3       | +1      |
|                 | Green Party                        | 89.812     | 0,3     | +0,3    | −       | −       |
|                 | Democratic Unionist Party          | 85.642     | 0,3     | −0,2    | 3       | −       |
|                 | Sinn Féin                          | 83.389     | 0,3     | −       | 1       | −       |
|                 | Alliance Party of Northern Ireland | 72.671     | 0,2     | −       | −       | −       |
|                 | Workers’ Party of Ireland          | 19.294     | 0,1     | +0,1    | −       | −       |
|                 | Ulster Popular Unionist Party      | 18.420     | 0,1     | −       | 1       | −       |
|                 | Sonstige                           | 58.741     | 0,1     | −       | −       | −       |
|                 | Gesamt                             | 32.530.204 | 100,0   |         | 650     |         |
| Wahlberechtigte | Wahlberechtigte                    | 43.180.753 |         |         |         |         |
| Wahlbeteiligung | Wahlbeteiligung                    | 75,33 %    |         |         |         |         |
| Quelle:         |                                    |            |         |         |         |         |

1. ↑  einschließlich des Speakers of the House

## Nachwahlen
| Wahlkreis                                              | Datum      | Ausgeschiedene        | Ausgeschiedene | Nachgerückte    | Nachgerückte |
| Wahlkreis                                              | Datum      | Name                  | Partei         | Name            | Partei       |
| ------------------------------------------------------ | ---------- | --------------------- | -------------- | --------------- | ------------ |
| Kensington                                             | 14.07.1988 | Brandon Rhys-Williams | Cons           | Dudley Fishburn | Cons         |
| Glasgow Govan                                          | 10.11.1988 | Bruce Millan          | Labour         | Jim Sillars     | SNP          |
| Epping Forest                                          | 15.12.1988 | John Biggs-Davison    | Cons           | Steven Norris   | Cons         |
| Pontypridd                                             | 23.02.1989 | Brynmor John          | Labour         | Kim Howells     | Labour       |
| Richmond (Yorks)                                       | 23.02.1989 | Leon Brittan          | Cons           | William Hague   | Cons         |
| Vale of Glamorgan                                      | 04.05.1989 | Raymond Gower         | Cons           | John Smith      | Labour       |
| Glasgow Central                                        | 15.06.1989 | Robert McTaggart      | Labour         | Michael Watson  | Labour       |
| Vauxhall                                               | 15.06.1989 | Stuart Holland        | Labour         | Kate Hoey       | Labour       |
| Mid Staffordshire                                      | 22.03.1990 | John Heddle           | Cons           | Sylvia Heal     | Labour       |
| Bootle (1.)                                            | 24.05.1990 | Allan Roberts         | Labour         | Michael Carr    | Labour       |
| Upper Bann                                             | 17.05.1990 | Harold McCusker       | UUP            | David Trimble   | UUP          |
| Knowsley South                                         | 27.09.1990 | Sean Hughes           | Labour         | Edward O’Hara   | Labour       |
| Eastbourne                                             | 18.10.1990 | Ian Gow               | Cons           | David Bellotti  | LD           |
| Bootle (2.)                                            | 08.11.1990 | Michael Carr          | Labour         | Joe Benton      | Labour       |
| Bradford North                                         | 08.11.1990 | Pat Wall              | Labour         | Terry Rooney    | Labour       |
| Paisley North                                          | 29.11.1990 | Allen Adams           | Labour         | Irene Adams     | Labour       |
| Paisley South                                          | 29.11.1990 | Norman Buchan         | Labour         | Gordon McMaster | Labour       |
| Ribble Valley                                          | 07.03.1991 | David Waddington      | Cons           | Michael Carr    | LD           |
| Neath                                                  | 04.04.1991 | Donald Coleman        | Labour         | Peter Hain      | Labour       |
| Monmouth                                               | 16.05.1991 | John Stradling Thomas | Cons           | Huw Edwards     | Labour       |
| Liverpool Walton                                       | 04.07.1991 | Eric Heffer           | Labour         | Peter Kilfoyle  | Labour       |
| Hemsworth                                              | 07.11.1991 | George Buckley        | Labour         | Derek Enright   | Labour       |
| Kincardine and Deeside                                 | 07.11.1991 | Alick Buchanan-Smith  | Cons           | Nicol Stephen   | LD           |
| Langbaurgh                                             | 07.11.1991 | Richard Holt          | Cons           | Ashok Kumar     | Labour       |
|                                                        |            |                       |                |                 |              |
| Quelle: House of Commons Information Office Factsheets |            |                       |                |                 |              |

## Nach der Wahl
Trotz geschrumpfter Mehrheit konnte Margaret Thatcher ihre dritte Regierung bilden. Wie schon ihre erste und zweite Amtszeit, war die dritte geprägt vom Kampf der Regierung gegen die Gewerkschaften. Thatcher wurde in der Bevölkerung zunehmend unpopulärer, was mit dem Versuch der Einführung einer Poll-Tax zusammenhing. Schließlich kam es auch innerhalb der Konservativen zum Streit über Thatchers Positionen zur EG, sodass es zunehmend unwahrscheinlich schien, dass die Konservativen noch eine Wahl mit ihrer Vorsitzenden gewinnen würden. Im November 1990 wurde Margaret Thatcher zum Rücktritt gezwungen und durch Schatzkanzler John Major ersetzt, der die Wahlen 1992 überraschend klar gewann.